# Выборы губернатора Самарской области (2000)
Выборы губернатора Самарской области 2000 года — состоялись 2 июля в период выборов глав регионов. Победу одержал действующий губернатор, лидер «Российской партии социальной демократии», член федерального политсовета «Союза правых сил» Константин Титов, набрав 53,25 % голосов. Одновременно в области прошли выборы в думу Тольятти, а также мэров городов Тольятти и Сызрани.
В дальнейшем выборы губернаторов в России были отменены, в период с 2005 год по 2012 год главы субъектов РФ назначались законодательными (представительными) органами регионов по представлению Президента России. Следующие Выборы губернатора Самарской области состоялись 14 сентября 2014 года.

## Ход событий
Выборы были назначены досрочно, в связи с тем, что 4 апреля 2000 года действующий губернатор К. А. Титов сложил с себя полномочия, хотя его срок оканчивался лишь в декабре 2000 года. Отставка Титова была чисто символической — лишь для того, чтобы провести досрочные выборы и избраться на новый срок. Досрочные выборы давали ему преимущество и лучшие условия против оппонентов, которые готовились к выборам в декабре. В начале мая Константин Титов, как и ожидалось, заявил, что вновь будет баллотироваться в губернаторы.
6 апреля на внеочередном заседании Самарской областной думы подавляющим большинством голосов (21 против 1) прошение губернатора Константина Титова об отставке было удовлетворено. И. о. губернатора Самарской области стал первый заместитель губернатора Ю. М. Логойдо. Также депутаты назначили досрочные выборы на 2 июля 2000 года, через три месяца.
26 июня 2000 года, уже в ходе досрочного голосования, Самарская областная дума неожиданно приняла закон, в соответствии с которым срок полномочий самарского губернатора увеличивается с четырёх до пяти лет.

## Кандидаты
На выборах губернатора выдвинули 7 кандидатов. Однако двум кандидатам, экс-депутату Госдумы, от КПРФ Альберту Макашову и директору ЗАО «Самарского антикризисного центра» областная избирательная комиссия отказала в регистрации. В итоге к выборам были допущены 5 кандидатов.
В период избирательной кампании основная предвыборная борьба развернулась между действующим губернатором Константином Титовым и предпринимателем, председателес Самарского областного совета в 1990—1991 годах Виктором Тарховым — штаб которого возглавлял политик Александр Белоусов, политтехнологами которого были разработаны предвыборные билборды против основного оппонента с надписью: «Жизнь моя удалась» с подписью «Костя Титов». Финансовый ресурс Тархова в размере более 30 миллионов рублей позволял массовую закупку эфирного времени и газетных площадей, одна из которых, была газета «Самарский курьер» которая в период выборов в Самаре выходила с 600 тысячным тиражом. Однако Тархов не смог одержать над Титовым победу, набрав 29,23 % (326 477 голосов) и заняв второе место.
| Кандидат                      | Дата Рождения | Должность (на момент выдвижения) | Партия           | Статус              |
| ----------------------------- | ------------- | --- | ---------------- | ------------------- |
| Титов Константин Алексеевич   | 30.10.1944    | Губернатор Самарской области, председатель «Российской партии социальной демократии», член федерального политсовета СПС                                                            | Союз правых сил  | зарегистрирован     |
| Тархов Виктор Александрович   | 3.01.1948     | предприниматель, президент Самарского областного общественного фонда «Развитие», экс-председатель Куйбышевского облисполкома совета народных депутатов                             | беспартийный     | зарегистрирован     |
| Звягин Геннадий Михайлович    | 24.03.1949    | депутат Самарской Губернской думы, генеральный директор ООО «Самаратрансгаз», член совета директоров ЗАО АКБ Газбанк, председатель Самарского регионального отделения партии «НДР» | Наш дом — Россия | зарегистрирован     |
| Никитин Сергей Владимирович   | 27.05.1955    | генеральный директор ООО «Средневолжская газовая компания» | беспартийный     | зарегистрирован     |
| Едриков Юрий Степанович       | 22.01.1949    | заместитель директора минеральной воды ООО «Родник-М» | беспартийный     | зарегистрирован     |
| Макашов Альберт Михайлович    | 12.06.1938    | Генерал-полковник в отставке, экс-депутат ГосДумы фракции КПРФ | КПРФ             | отказ в регистрации |
| Сорокин Николай Александрович |               | директор ЗАО Самарский антикризисный центр | беспартийный     | отказ в регистрации |